# Kerstin Drechsel
Kerstin Drechsel (geboren 1966 in Reinbek) ist eine deutsche Malerin und Hochschuldozentin.

## Leben
Kerstin Drechsel studierte ab 1987 Grafik und Kommunikationsdesign an der Fachhochschule Hamburg und wechselte 1988 an die Hochschule der Künste Berlin (heute: Universität der Künste) für ein Meisterstudium im Fach Malerei und Bühnenbild bei Achim Freyer, welches sie 1994 abschloss. Seit 1996 ist sie Mitglied der Künstler*innengruppe Stadt im Regal. Von 2006 bis 2015 war sie Lehrbeauftragte für Zeichnung im Fachbereich Architektur der Universität Kassel, von 2014 bis 2015 hatte sie dort zusätzlich einen Lehrauftrag für Malerei. In den Jahren 2010–2011 und 2014–2015 übernahm sie im Fachbereich Bildende Kunst/Malerei der Universität eine Vertretungsprofessur. Seit 2015 verwaltet sie die Professur Grundlagen der künstlerischen Gestaltung am Institut für Visuelle Kommunikation der Hochschule für Bildende Künste Braunschweig. Sie lebt in Berlin.

## Werk
Drechsels Werk beschäftigt sich mit dem Grenzbereich von Privatheit und Öffentlichkeit im Spiegel von Normen und Konventionen, sei es in Bezug auf Räume, wie in den Arbeiten Reserve (2003), Unser Haus (2005) und Mittelerde (2007), einem dreiteiligen Werkkomplex, oder in Bezug auf zwischenmenschliche Beziehungen, so in den Serien In Wärmeland (1996–1998) oder If you close the door (2008–2010). In diesen beiden Arbeiten untersucht sie Fragen weiblicher Individualität und befasst sich mit den Themen Pornografie und lesbischer Lebensalltag, ob in Beziehungen oder der Clubkultur. Caroline Schilling schreibt dazu: „Drechsel hat sich lange mit dem Thema Pornografie beschäftigt, die für sie ‚per se erstmal eine Männerdomäne ist‘ und die sie für sich besetzen wollte, ohne selbst Pornografie zu produzieren. Immer aber geht es ihr auch um die Auseinandersetzung mit der Kunst selbst, ‚die schillernde Reibungsfläche zwischen low und high art‘“.

## Auszeichnungen
- 1990 Zusammen mit Friederike Feldmann Kritikerpreis der Berliner Zeitung für das Bühnenbild zu La Finta Giardiniera am Hebbel-Theater Berlin
- 2020 Shortlist für den Marianne-Werefkin-Preis 2020[11]

## Einzelausstellungen (Auswahl)
- 2003 GEHAG Forum Berlin
- 2003 Reserve, Laura Mars Grp. Berlin
- 2005 Unser Haus, Laura Mars Grp. Berlin
- 2007 Mittelerde, September Berlin[12]
- 2008 Jan-Holger, Vane, Newcastle upon Tyne[2]
- 2010 If you close the door, September Berlin[12]
- 2012 I love FEMINISM, Stellwerk Kassel
- 2012 Wärmespeichersysteme, September Berlin[12]
- 2012 If you close the door, Vane, Newcastle upon Tyne[13]
- 2013 I love FEMINISM, September Berlin[12]
- 2016 surf, Künstlerhaus Bregenz
- 2017 dassollkunstsein, Kunstverein Freiburg (mit Bettina Rave)
- 2018 E-Werk, Zwinger Galerie Berlin

## Publikationen
- In Wärmeland. Hrsg. v. Goldrausch Künstlerinnenprojekt, Frauennetzwerk Berlin e. V. Vice Versa Verlag Berlin 1998, ISBN 978-3-932809-03-3.
- Mittelerde. Hrsg. v. September. Vice Versa Verlag, Berlin 2007.
- Wärmespeichersysteme. Hatje Cantz Verlag, Berlin 2012, ISBN 978-3-7757-3251-2.